# Lasse Lehmann
Lasse Lehmann (* 20. Mai 1996) ist ein deutscher Fußballspieler. Er ist der Sohn des früheren Profifußballers Knut Reinhardt und wurde von seinem Stiefvater Jens Lehmann adoptiert.
In der Jugend wechselte Lasse Lehmann 2009 vom TSV Schäftlarn zur SpVgg Unterhaching. Für die zweite Mannschaft von Unterhaching spielte er von 2013 bis 2015 in der Bayernliga Süd. 2015 ging Lasse Lehmann zu den Stuttgarter Kickers. Dort kam er hauptsächlich in der Oberliga Baden-Württemberg für die zweite Mannschaft zum Einsatz. Gegen Werder Bremen II gab er am 28. November 2015 mit den Kickers auch sein Profidebüt in der 3. Liga. Nachdem er mit dem Verein in die Regionalliga abgestiegen war, verließ Lehmann den Verein im Sommer 2016 und spielte anschließend bis 2020 bei den Boston College Eagles in der höchsten Division des College Soccer.